# Pawłówek (gromada)
Pawłówek – dawna gromada, czyli najmniejsza jednostka podziału terytorialnego Polskiej Rzeczypospolitej Ludowej w latach 1954–1972.
Gromady, z gromadzkimi radami narodowymi (GRN) jako organami władzy najniższego stopnia na wsi, funkcjonowały od reformy reorganizującej administrację wiejską przeprowadzonej jesienią 1954 do momentu ich zniesienia z dniem 1 stycznia 1973, tym samym wypierając organizację gminną w latach 1954–1972.
Gromadę Pawłówek z siedzibą GRN w Pawłówku utworzono – jako jedną z 8759 gromad na obszarze Polski – w powiecie kaliskim w woj. poznańskim, na mocy uchwały nr 22/54 WRN w Poznaniu z dnia 5 października 1954. W skład jednostki weszły obszary dotychczasowych gromad Pawłówek, Majków, Majków Kolonia i Warszówka ze zniesionej gminy Podgrodzie Kaliskie oraz obszary dotychczasowych gromad Dębniałki i Pruszków ze zniesionej gminy Pamięcin – w tymże powiecie. Dla gromady ustalono 17 członków gromadzkiej rady narodowej.
Gromadę zniesiono 1 stycznia 1962, a jej obszar włączono do gromad: Kokanin (miejscowości Pawłówek wieś i Pawłówek kolonia), Jastrzębniki (miejscowości Dębniałki i Pruszków), Dobrzec (miejscowość Warszówka) i Winiary (miejscowości Majków i Majków-Kolonia) w tymże powiecie.